# یونجا اوجیمیک

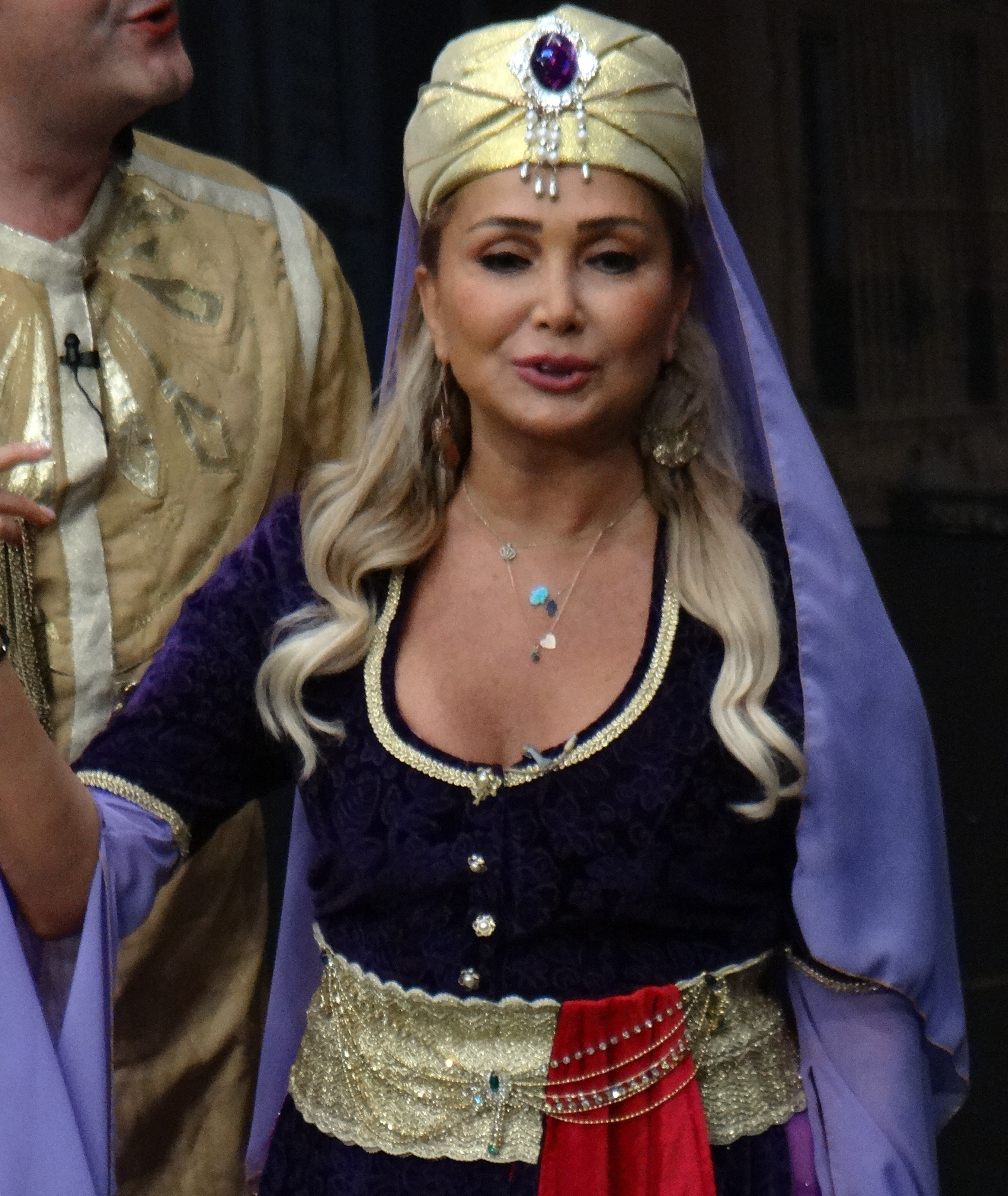
نگارهٔ یونجا اوجیمیک، هنرمند اهل ترکیه - ۲۰۱۷

یونجا اوجیمیک (به ترکی استانبولی: Yonca Evcimik) یکی از خوانندگان زن موسیقی پاپ ترکیه‌است. او در ۱۶ سپتامبر ۱۹۶۳ در استانبول ترکیه متولد شده‌است.
او در رشته رقص و باله از دانشگاه معمار سینان فارغ‌التحصیل شده‌است. او بعدها در تئاتر به عنوان رقاص مشغول به فعالیت شد.

## آلبوم‌ها
- Abone (۱۹۹۱)
- Kendine gel (۱۹۹۳)(بخودت بیا)
- ۸–۱۵ Vapuru (۱۹۹۴)
- Yonca Evcimik ۹۴ (۱۹۹۴)
- I'm hot for you (۱۹۹۵)
- Yaşasın Kötülük (۱۹۹۷)
- Günaha Davet (۱۹۹۸)
- Herkes Baksın Dalgasına (۲۰۰۱)
- The Best of Yocimix Remixes (۲۰۰۲)
- Aşka Hazır (۲۰۰۴)
- Oldu Gözlerim Doldu (۲۰۰۵
- Şöhret (İbret Öyküsü) (۲۰۰۸

## فیلم‌شناسی
- Bay E (آقای E) (۱۹۹۵)